# Elis (álbum de 1974)
Elis é o décimo terceiro álbum de estúdio da cantora Elis Regina, lançado em 1974 pela gravadora Phonogram.

## Legado
Em uma enquete de 162 especialistas musicais conduzida pelo podcast Discoteca Básica, o álbum classificou em 237º, um dos sente álbuns da cantora mencionando na lista.

## Faixas
| Lado A |                           |                                    |         |  |
| N.º    | Título                    | Compositor(es)                     | Duração |  |
| 1.     | "Na Batucada da Vida"     | Ary Barroso / Luiz Peixoto         | 3:23    |  |
| 2.     | "Travessia"               | Milton Nascimento / Fernando Brant | 5:30    |  |
| 3.     | "Conversando no Bar"      | Milton Nascimento / Fernando Brant | 4:14    |  |
| 4.     | "Ponta de Areia"          | Milton Nascimento / Fernando Brant | 2:58    |  |
| 5.     | "O Mestre-Sala dos Mares" | Aldir Blanc / João Bosco           | 3:09    |  |

| Lado B         |                            |                                         |         |  |
| N.º            | Título                     | Compositor(es)                          | Duração |  |
| 6.             | "Amor até o Fim"           | Gilberto Gil                            | 3:49    |  |
| 7.             | "Dois pra lá, Dois pra cá" | Aldir Blanc / João Bosco                | 4:28    |  |
| 8.             | "Maria Rosa"               | Alcides Gonçalves / Lupicínio Rodrigues | 3:56    |  |
| 9.             | "Caça à Raposa"            | Aldir Blanc / João Bosco                | 3:35    |  |
| 10.            | "O Compositor me Disse"    | Gilberto Gil                            | 1:52    |  |
| Duração total: | Duração total:             | Duração total:                          | 36:54   |  |

## Ficha Técnica
- Coordenação: Roberto de Oliveira.
- Direção de produção: Marco Mazzola
- Direção musical e arranjos: César Camargo Mariano
- Direção de estúdio: Mazzola
- Estúdio de gravação: Sonima (São Paulo)
- Técnico de gravação: Zorro
- Estúdio de mixagem: Phonogram (Rio de Janeiro)
- Técnico de mixagem: Mazzola
- Montagem: Jairo Gualberto
- Corte da matriz: Joaquim Figueira

## Músicos
Ficha dada por Maria Luiza Kfouri
- César Camargo Mariano — piano, piano elétrico, cravo, clavinete, órgão e phaser
- Natan Marques — guitarra e viola de 12 cordas
- Luizão Maia — baixo
- Toninho Pinheiro — bateria
- Chico Batera — percussão, marimbas e bells
- Em Dois pra lá, Dois pra cá: Paulinho Braga — bongô, Hélio Delmiro — guitarra, Classic VIII — coro.